# Пас, Рафаэль
Рафаэ́ль Пас Мари́н (исп. Rafael 'Rafa' Paz Marín; родился 2 августа 1965 года в Пуэбла-де-Дон-Фадрике, Испания) — испанский футболист, полузащитник. Известен по выступлениям за «Севилью» и сборную Испании. Участник чемпионата мира 1990 года.

## Клубная карьера
Пас воспитанник клуба «Севилья». 9 сентября 1984 года в матче против «Атлетик Бильбао» он дебютировал в Ла Лиге. 22 февраля 1987 года в поединке против «Атлетика» Рафаэль забил свой первый гол за «Севилью». В 1995 году он помог команде занять пятое место, что является самым большим достижением Паса в карьере. В 1997 году он покинул команду, проведя в ней 13 лет. Его новым клубом стал мексиканский «Селая». за новую команду он выступал со своими соотечественниками Рафаэлем Мартином Васкесом и Эмилио Бутрагеньо. В 1998 году Пас завершил карьеру.

## Международная карьера
21 февраля 1990 года в товарищеском матче против сборной Чехословакии Пас дебютировал за сборную Испании. В 1990 году Рафаэль попал в заявку национальной команды на участие в Чемпионате мира в Италии. На турнире он сыграл в поединках против сборных Югославии и Уругвая.